# Гелен Тафт Меннінг

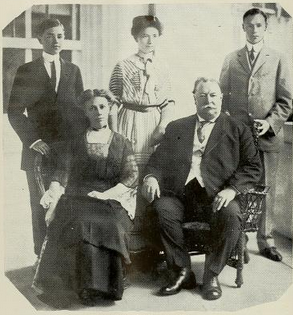
Гелен Тафт з батьками та братами (1912)

Гелен Геррон Тафт Меннінг (1 серпня 1891 — 21 лютого 1987) — американська професорка історії та деканка коледжу, середня дитина та єдина дочка президента США Вільяма Говарда Тафта та його дружини Гелен Геррон.

## Особисте життя
Як і її старший брат Роберт і молодший брат Чарльз, Гелен Тафт була успішною. Вона змогла досягти цілей, до яких її мати не мала доступу через соціальні обмеження, накладені на жінок часів її матері. Вона отримала стипендію для навчання в коледжі Брін Мор, де була студенткою, коли її батька обрали президентом у 1908 році.
Навчання Тафт було перервано на деякий час, коли її мати перенесла інсульт, і вона залишилася інвалідом. Вона переїхала в Білий дім разом зі своєю сім'єю і допомогла матері відновити рух і мову. Тафт була офіційною господинею багатьох заходів Білого дому, поки її мати була інвалідом. У грудні 1910 року в Білому домі їй влаштували вечірку дебютантів.
Після того, як її мати одужала, вона відновила навчання в ВБрін Мор, який закінчила в 1915 році, отримавши ступінь бакалавра історії. Вона була суфражисткою,α і подорожувала країною, виголошуючи промови на підтримку голосування за жінок і права жінок.
15 липня 1920 року вона вийшла заміж за професора історії Єльського університету Фредеріка Джонсона Меннінга (1894-1966), який потім переїхав до Свартморського коледжу. У Меннінгів було дві дочки:
- Гелен Тефт Меннінг Гантер (5 жовтня 1921 – 17 жовтня 2013)
- Керолайн Меннінг Каннінгем (18 січня 1925 - 23 березня 2020)

Обидві дочки також зробили кар’єру викладачок.

## Академічна кар'єра
У 1917 році, у віці лише 26 років, Тафт стала деканкою Брін Мар, а в 1919 році виконував обов’язки президента коледжу.
Потім вона вступила до Єльського університету, де отримала ступінь доктора історії. Дослідницькі інтереси Тафта були зосереджені на історії Північної Америки кінця XVIII та початку XIX століть. У 1925 році вона повернулася в Брін Мор як деканка і професорка історії. До 1941 року працювала деканкою, викладала історію до виходу на пенсію в 1957 році, ставши завідувачкою кафедри. Під час виходу на пенсію вона продовжувала досліджувати та публікувати.
Її документи, які включають колекцію особистого листування, професійну роботу та роботи її чоловіка, зберігаються в коледжі Юрін Мор.

## Смерть
Тафт помер у 1987 році у віці 95 років від пневмонії в будинку престарілих у Філадельфії. Її поховали в церкві на цвинтарі Спасителя в Брін-Мор, штат Пенсільванія.
Вона була останньою дитиною Вільяма Говарда Тафта, яка вижила, її брати і сестри померли в 1953 і 1983 роках. У неї залишилися діти.

## Обрана бібліографія
- British colonial government after the American Revolution, 1782-1820. (1933)
- The revolt of French Canada, 1800-1835; a chapter in the history of the British Commonwealth. (1962)
- E.G. Wakefield and the Beauharnois Canal. (1967)